# Wielka Pustynia Słona (Stany Zjednoczone)
Wielka Pustynia Słona (ang. Great Salt Lake Desert) – pustynia w USA w północnej części Wielkiej Kotliny, na zachód od Wielkiego Jeziora Słonego w stanie Utah i częściowo Nevada. Powierzchnia: 10 360 km².

## Charakterystyka
Długość: ok. 240 km, szerokość: ok. 80 km. Opad roczny na większej części obszaru nie przekracza 200 mm. Klimat podzwrotnikowy kontynentalny, wybitnie suchy. Niemal całkowicie brak roślinności. Pustynia stanowi zachodnią część dna plejstoceńskiego jeziora Bonneville. Jest prawie idealnie płaska, jedynie w kilku miejscach wznoszą się izolowane wzgórza. Całość opada bardzo łagodnie ku wschodowi, w stronę Wielkiego Jeziora Słonego. Pokrywają ją twarde osady drobniutkiego mułu i oślepiająco biała warstwa soli kamiennej (chlorku sodu).

## Historia eksploracji
Wielka Pustynia Słona przez długi czas była uważana za przeszkodę nie do pokonania na drodze do Kalifornii. Zazwyczaj obchodzono ja od północy lub od południa. Jako pierwszy przeszedł ją ze wschodu na zachód w 1845 r. amerykański podróżnik i geodeta, a później znany wojskowy i polityk John Frémont. Już w następnym roku pokonał ją na czele karawany 60 do 75 wozów z osadnikami, udającymi się do Kalifornii, Lansford Hastings, a trasę tę nazywano odtąd Skrótem Hastingsa (ang. Hastings Cutoff).